# Хаджіабад
Хаджіаба́д (перс. حاجي اباد або حاجی‌آباد) — місто на півдні Ірану, в остані Хормозган.
Розташоване приблизно за 100 км на північ від столиці Хормозгану — міста Бендер-Аббас.
Хаджіабад є адміністративним центром однойменного шахрестану.
За даними на 2012 рік населення становило 23 220 осіб, а за даними перепису 2006 року налічувало 20 264 людини.
Важливе значення в господарстві відіграє вирощування цитрусових.